# Mannequin grande taille
Un mannequin grande taille est un mannequin spécialisé dans la promotion de vêtements de taille ample en tour de taille, essentiellement en prêt-à-porter.
Généralement, les tailles vont du 40 au 52 et plus souvent du 42 au 46, loin du 34 des autres mannequins de haute couture.
Peu de mannequins grande taille vivent exclusivement de leur métier. Parmi les plus connues se trouvent Emme (en), Johanna Dray, Crystal Renn, Ashley Graham, Whitney Thompson, Tara Lynn (en), Robyn Lawley ou encore Charlotte Coyle (en) et certaines personnalités comme Mia Tyler, Anna Nicole Smith, Jordin Sparks, Queen Latifah ou encore Yseult ont déjà fait occasionnellement ce travail.
Des agences de mannequinat spécialisées sur ce marché existent.

## Industrie de la mode grande taille
Les créateurs de mode s'intéressent davantage au marché des grandes tailles et à son potentiel. Aussi, ils sont de plus en plus nombreux à faire la promotion, au travers de mannequin spécialisés, de vêtements pour grandes tailles. 
Jean-Paul Gauthier et John Galliano, par exemple, ont tous deux fait appel à des mannequins grande taille durant leur défilé printanier à Paris en 2006. Dans son défilé prêt-à-porter Printemps 2011, Gauthier a fait défilé les mannequins Marquita Pring et Crystal Renn. 
En France, le média Ma grande taille met en avant des mannequins grande taille et défend le mouvement body positive. 

### Amérique du Nord
Au début des années 1900, le créateur Lane Bryant lance des collections pour femmes enceintes et nouveau-nés et, au début des années 1920, il fait la promotion de vêtements pour « femmes corpulentes ». Les premiers catalogues en font la promotion via des illustrations et ce n'est qu'à partir du milieu des années 1950 que des photographies de mannequins grande taille y paraissent. Lane Bryant fait appel à des modèles plus-size dès les années 1980.
Les premières agences de mannequinat à recruter des mannequins grande taille apparaissent dans les années 1970. Avant ça, les mannequins spécialisés démarchaient eux-mêmes créateurs, vendeurs et magazines. L'ex-mannequin grande taille Mary Duffy ouvre, en 1977, la première agence de mannequinat spécialiste grandes tailles et très petites (moins d'1,60 m) appelée Big Beauties Little Women. Pat Smith, mannequin grande taille, fonde Plus Models en 1978 qui devient, à la fin des années 1980, la plus grande agence spécialisée comptant plus de 65 modèles et plus de 2 millions de dollars US de revenus.
En 2014, Denise Bidot (en) défile pour Chromat (en) et Serena Williams pendant la Fashion Week de New York. C'est la première fois qu'un mannequin grande taille arpente le podium d'une marque non-spécialisée ; elle ouvre la voie pour ses collègues.